# Trofeo Luigi Berlusconi
Die Trofeo Luigi Berlusconi war ein jährlich stattfindendes Fußball-Freundschaftsspiel zwischen den italienischen Vereinen AC Mailand und Juventus Turin. Es fand im Mailänder Giuseppe-Meazza-Stadion (ehemals San Siro) statt und wurde vom Besitzer der AC Mailand, Silvio Berlusconi, zur Erinnerung an seinen Vater Luigi Berlusconi geschaffen.
Bis 1994 handelte es sich um ein Turnier. Danach wurde beschlossen, nur noch den Klassiker zwischen Milan und Juventus auszuspielen. Im Falle eines Unentschiedens nach regulärer Spielzeit von 90 Minuten schließt sich ohne Verlängerung sofort ein Elfmeterschießen an. Das Match leitet jeweils ein renommierter italienischer Unparteiischer, so zum Beispiel 1994 und 1995 Pierluigi Collina, 2006 Gianluca Rocchi, 2008 Nicola Rizzoli und im Jahr 2005 der Skandal-Schiedsrichter Paolo Dondarini. Nachdem es im Jahr 2013 nicht ausgetragen wurde, fand das Match 2014 zwischen Milan und dem Sieger der Copa Libertadores, dem argentinischen Verein CA San Lorenzo de Almagro statt.
Nach dem Ende des Engagements von Silvio Berlusconi bei der AC Mailand wurde der Pokal zwischen 2016 und 2020 nicht ausgespielt.
Im Jahr 2021 folgte die einmalige Wiederaufnahme des Freundschaftsspieles, dieses Mal mit Beteiligung des Zweitligisten AC Monza als Gastgeber, dessen Eigentümer seit 2018 Silvio Berlusconi ist.
Nach dem Tod von Silvio Berlusconi im Jahr 2023 wurde von der AC Mailand und der AC Monza die Trofeo Silvio Berlusconi erschaffen. Ein Freundschaftsspiel zwischen den beiden Vereinen, welches jährlich stattfinden soll und erstmals im August 2023 ausgetragen wird.

## Resultate
| Nr. | Datum                              | Gewinner                                                              | Resultat                        | Verlierer                                              |
| --- | ---------------------------------- | --------------------------------------------------------------------- | ------------------------------- | ------------------------------------------------------ |
| 1   | 23. August 1991 Zuschauer: 63.143  | Juventus Turin 18' und 30' Casiraghi                                  | 2:1                             | AC Mailand 23' Maldini                                 |
| 2   | 22. August 1992 Zuschauer: 40.899  | AC Mailand 4' Papin                                                   | 1:0                             | Inter Mailand                                          |
| 3   | 17. August 1993 Zuschauer: 20.000  | AC Mailand 20' Simone, 23' Papin, 39' Boban                           | 3:2                             | Real Madrid 42' Michel, 55' Zamorano (Strafstoß)       |
| 4   | 17. August 1994 Zuschauer: 17.626  | AC Mailand 67' Gullit                                                 | 1:0                             | FC Bayern München                                      |
| 5   | 18. August 1995 Zuschauer: 63.143  | Juventus Turin                                                        | 0:0 (6:5 nach Elfmeterschießen) | AC Mailand                                             |
| 6   | 21. August 1996 Zuschauer: 67.963  | AC Mailand 83' Eranio                                                 | 1:0                             | Juventus Turin                                         |
| 7   | 19. August 1997 Zuschauer: 76.697  | AC Mailand 54' Cruz, 60' Kluivert, 62' Weah                           | 3:1                             | Juventus Turin 31' Conte                               |
| 8   | 25. August 1998 Zuschauer: 74.358  | Juventus Turin 66' und 85' Inzaghi                                    | 2:1                             | AC Mailand 31' Bierhoff                                |
| 9   | 17. August 1999 Zuschauer: 58.799  | Juventus Turin 26' Del Piero                                          | 1:0                             | AC Mailand                                             |
| 10  | 27. August 2000 Zuschauer: 59.111  | Juventus Turin 24' Trézéguet, 65' Inzaghi                             | 2:2 (7:6 nach Elfmeterschießen) | AC Mailand 2' José Mari, 35' Schewtschenko (Strafstoß) |
| 11  | 18. August 2001 Zuschauer:60.000   | Juventus Turin 5' Del Piero                                           | 1:1 (4:3 nach Elfmeterschießen) | AC Mailand 85' Serginho (Strafstoß)                    |
| 12  | 18. August 2002 Zuschauer: 51.982  | AC Mailand                                                            | 0:0 (3:1 nach Elfmeterschießen) | Juventus Turin                                         |
| 13  | 17. August 2003 Zuschauer: 40.000  | Juventus Turin 40' Del Piero, 45' Camoranesi                          | 2:0                             | AC Mailand                                             |
| 14  | 28. August 2004 Zuschauer: 35.849  | Juventus Turin 46' Olivera                                            | 1:0                             | AC Mailand                                             |
| 15  | 14. August 2005 Zuschauer: 35.000  | AC Mailand 52' Kaká, 76' Serginho                                     | 2:1                             | Juventus Turin 20' Vieira                              |
| 16  | 6. Januar 2007 Zuschauer: 63.143   | AC Mailand 29' Inzaghi, 68' Seedorf, 86' Aubameyang                   | 3:2                             | Juventus Turin 40' Nedved, 67' Del Piero               |
| 17  | 17. August 2007 Zuschauer: 25.000  | AC Mailand 43' Inzaghi, 47' Inzaghi                                   | 2:0                             | Juventus Turin                                         |
| 18  | 17. August 2008 Zuschauer: 76.000  | AC Mailand 21' Jankulovski, 28' Ambrosini, 52' Inzaghi, 79' Ambrosini | 4:1                             | Juventus Turin 70' Pasquato                            |
| 19  | 17. August 2009 Zuschauer: 41.906  | AC Mailand 69' Pato                                                   | 1:1 (6:5 nach Elfmeterschießen) | Juventus Turin 26' Diego                               |
| 20  | 22. August 2010 Zuschauer: 40.000  | Juventus Turin                                                        | 0:0 (5:4 nach Elfmeterschießen) | AC Mailand                                             |
| 21  | 21. August 2011 Zuschauer: 41.302  | AC Mailand 9' Boateng, 23' Seedorf                                    | 2:1                             | Juventus Turin 57' Vučinić                             |
| 22  | 19. August 2012 Zuschauer: 30.000  | Juventus Turin 13' Marchisio, 42' Vidal, 64' Matri                    | 3:2                             | AC Mailand 9' Robinho, 77' Robinho (Strafstoß)         |
| 23  | 5. November 2014 Zuschauer: 5.153  | AC Mailand 30' Pazzini, 84' Bonaventura                               | 2:0                             | CA San Lorenzo de Almagro                              |
| 24  | 21. Oktober 2015 Zuschauer: 15.772 | Inter Mailand 12' Kondogbia                                           | 1:0                             | AC Mailand                                             |
| 25  | 31. Juli 2021 Zuschauer: 0         | Juventus Turin 13' Ranocchia, 53' Kulusevski                          | 2:1                             | AC Monza 87' D’Alessandro                              |

## Statistik

### Sieger
| Verein | Verein                    | Verein      | Teilnahmen | Siege |
| ------ | ------------------------- | ----------- | ---------- | ----- |
|        | AC Mailand                | Italien     | 24         | 13    |
|        | Juventus Turin            | Italien     | 20         | 11    |
|        | Inter Mailand             | Italien     | 2          | 1     |
|        | AC Monza                  | Italien     | 1          | 0     |
|        | CA San Lorenzo de Almagro | Argentinien | 1          | 0     |
|        | FC Bayern München         | Deutschland | 1          | 0     |
|        | Real Madrid               | Spanien     | 1          | 0     |

### Torschützen

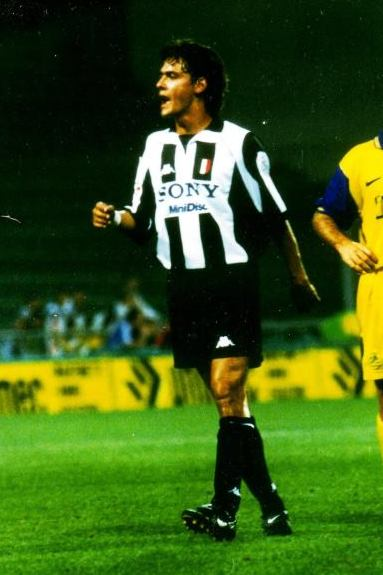
Filippo Inzaghi ist mit 7 Toren der Rekordtorschütze des Wettbewerbs.

| Tore | Spieler              | Vereine                     |
| ---- | -------------------- | --------------------------- |
| 7    | Filippo Inzaghi      | Juventus Turin / AC Mailand |
| 4    | Alessandro Del Piero | Juventus Turin              |
| 2    | Massimo Ambrosini    | AC Mailand                  |
| 2    | Robinho              | AC Mailand                  |
| 2    | Clarence Seedorf     | AC Mailand                  |
| 2    | Serginho             | AC Mailand                  |
| 2    | Jean-Pierre Papin    | AC Mailand                  |
| 2    | Pierluigi Casiraghi  | Juventus Turin              |